# Gnathophis heterognathos
Gnathophis heterognathos és una espècie de peix pertanyent a la família dels còngrids.

## Descripció
- Pot arribar a fer 41,5 cm de llargària màxima.
- Nombre de vèrtebres: 121-131.
- 181-191 radis tous a l'aleta dorsal.
- 128-132 radis tous a l'aleta anal.
- Estómac, intestins i peritoneu foscos.[5][6]

## Hàbitat
És un peix marí, bentopelàgic i de clima temperat que viu entre 183 i 199 m de fondària.

## Distribució geogràfica
Es troba al Pacífic occidental: el Japó i les illes Filipines.

## Observacions
És inofensiu per als humans.